# Pichoy
Pichoy corresponde a una localidad rural en la comuna de Valdivia, Provincia de Valdivia, Región de Los Ríos, Chile, ubicada en la margen sur del Río Pichoy.

## Historia

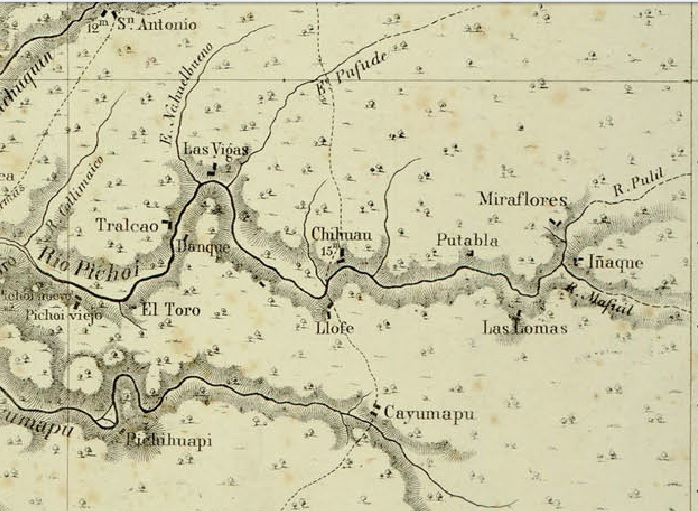
Pichoy en el Mapa del Litoral de Valdivia de Francisco Vidal Gormaz

Pichoy fue un puerto ribereño importante en la ruta que unía la ciudad de Valdivia y la Misión de San José de la Mariquina.
La localidad fue visitada por el Ingeniero Francisco Vidal Gormaz en el año 1868.
Aparece también indicada en el Mapa de Enrique Espinoza publicado el año 1897.
Y en el año 1899 en el Diccionario Geográfico de Francisco Solano Astaburuaga es mencionada

Pichoy.--Caserío de pocos habitantes situado en el departamento de Valdivia en la margen izquierda del río de su título, á unos seis kilómetros de su desagüe ó término. Es de origen antiguo y junto á él se ha establecido otro que se denomina Pichoy Nuevo. Deriva el nombre del verbo pychon, humear.
 Francisco Solano Astaburuaga 

## Accesibilidad y transporte
Pichoy se encuentra a 27,4 km de la ciudad de Valdivia a través de la Ruta 202.

## Memorial Puente Pichoy
En el puente Pichoy que conecta Valdivia con el Aeropuerto Pichoy, se encuentra el Memorial Puente Pichoy, en homenaje a ejecutados por Carabineros, el 12 de octubre de 1973.
Fueron ejecutados en el puente: 
- José Gabriel Arriagada Zúñiga, 30 años, topógrafo, militante Partido socialista.
- José Manuel Arriagada Cortés, 19 años, suplementero, militante Partido Comunista.
- Gilberto Antonio Ortega Alegría, 39 años, empleado, dirigente sindical, militante Partido Comunista[8]